# Cristina Lucas
Cristina Lucas (Úbeda, 12 april 1973) is een Spaanse kunstenares die zich uit door middel van performances, happenings, video's, fotografie, installaties, tekenen en schilderen. Zij werkt in de stijl van de conceptuele kunst.

## Achtergrond
Lucas begon na haar middelbare school aan een studie scheikunde, stapte over op geschiedenis en studeerde uiteindelijk in 1998 af in Schone Kunsten aan de Complutense Universiteit van Madrid. Ze rondde in 2000 een masteropleiding af aan de Universiteit van Californië. Later werd ze coördinator van het Art Channel van Kataweb Spanje en volgde ze een opleiding in cultureel management aan Casa de America in Madrid (2003). Hierna was zij resident aan het International Studio and Curatorial Program in New York (2004) en aan de Rijksakademie van Beeldende Kunsten in Amsterdam (2006-07).

## Ontvangst van haar werk
Volgens Spaanse critici is Lucas een van de meest vooraanstaande en volwassen kunstenaars van haar land. Zij wordt gezien als een kunstenaar die maatschappelijke betrokkenheid zoekt door haar werken. Isabel Fuentes, directeur van Caixaforum Madrid, waardeert het werk van Lucas als 'een intelligente reflectie op de machtsverhoudingen die ten grondslag liggen aan de sociale klassen die in onze westerse cultuur zijn gevestigd'. Internationale erkenning kreeg Lucas na de Biënnale van Singapore (2004), Istanboel (2007) en van São Paulo (2008). Haar werken zijn te vinden op grote internationale tentoonstellingen, musea over de hele wereld en bij bedrijven en instellingen. In Nederland heeft het Museum van Arnhem werk van Lucas aangekocht. De Nederlandsche Bank (DNB) bezit twee werken van haar, die samen met andere werken uit de DNB-collectie ook weer uitgeleend worden voor tentoonstellingen en aan andere instellingen voor exposities. Dat Lucas' werk zich niet beperkt tot de genoemde instellingen en bedrijven blijkt onder meer uit haar nominatie voor de Lucas Art Award (Lucas van Leyden Fonds) voor een werk in de openbare ruimte in Leiden.

## Tentoonstellingen

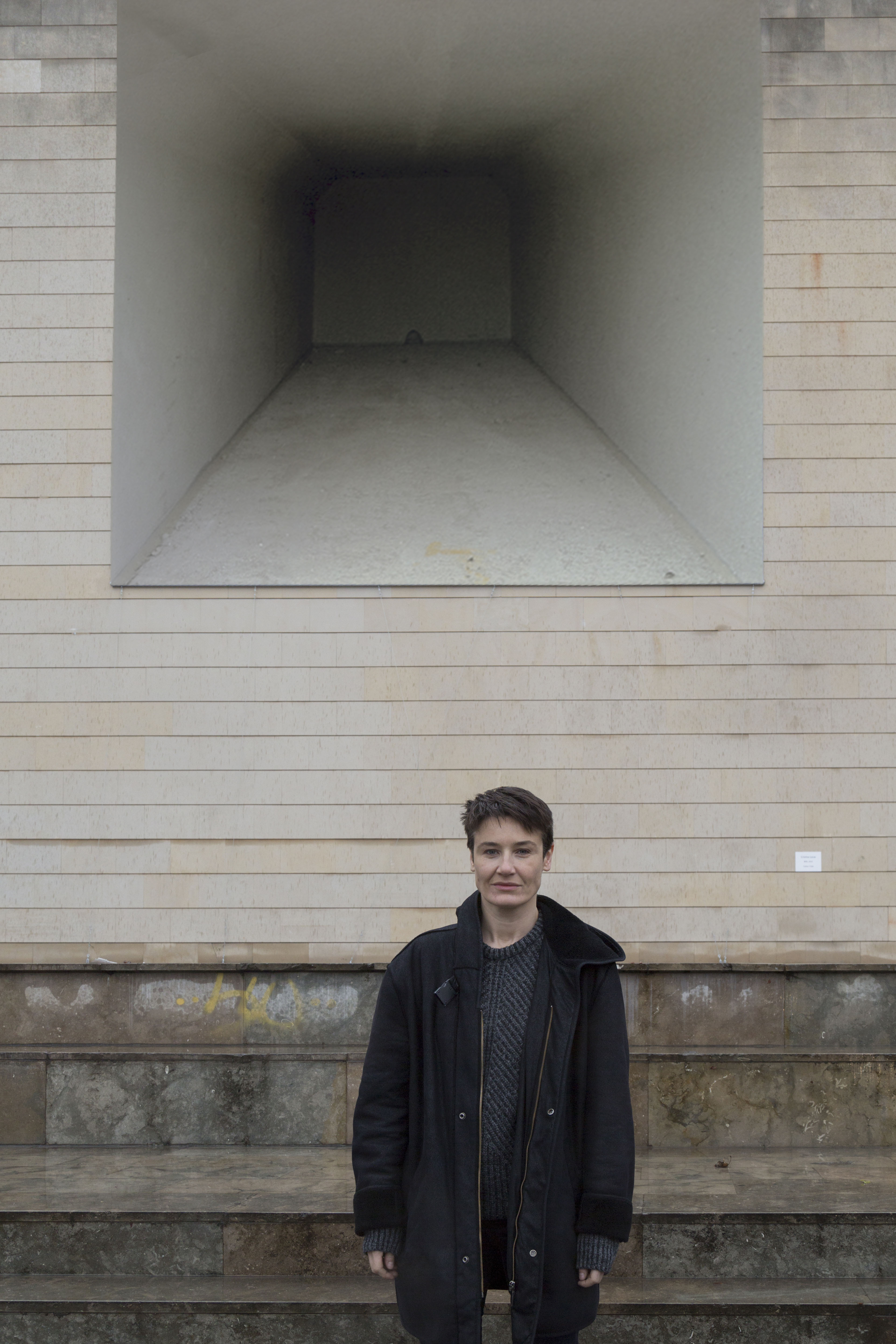
Cristina Lucas

Naast vele groepspresentaties heeft zij ook tal van solo-exposities gehouden, zoals: Wonder While I Wander (De Nederlandsche Bank, Amsterdam, 2019), Full Form Color (Tegenboschvanvreden, Amsterdam, 2018), Manifesta 12 (Palermo, 2018), Stain on Silence (Sala Alcalá 31, Madrid, 2017), Global Edges (OK Centrum, Linz, 2016), Trading Transcendence (MUDAM, Luxemburg, 2016), Alles over kleur (Centro de Arte Santa Mónica, Barcelona, 2015), Es Capital (Matadero, Madrid, 2014), On Air (Caja de Burgos Art Center, Burgos, 2013), Talk (Stedelijk Museum, Schiedam, 2008) en Light Years (Dos de Mayo Art Center, Madrid, 2009). Ze nam deel aan de 28e Biënnale van São Paulo (2008) en de 10e Biënnale van Liverpool (2010). Vanaf 2013 was haar werk te zien in het Museo de Arte Contemporáneo (Sevilla), het Centre Pompidou (Parijs) en het Kiasma (Helsinki). Zie voor volledige lijst van tentoonstellingen het CV van Cristina Lucas.

## Onderscheidingen
- Premio Ojo Crítico de Artes Plásticas (2009)
- Premio Mujeres en las Artes Visuales (2014)

## Werken

### Kunstwerken (selectie)
- Habla (2008) - video waarin Lucas op het beeldhouwwerk van Mozes van Michelangelo staat en met een hamer het beeld stukslaat.[12]
- From the Sky Down (2013) - op drie schermen wordt het brede onderzoek van Lucas naar de geschiedenis van luchtaanvallen zichtbaar gemaakt.[13]

### Publicaties (boeken en catalogi)
- Bußmann, Frédéric en Sabine Maria Schmidt (ed.), Cristina Lucas, Maschine im Stilstand (Berlin, 2021).
- Cristina Lucas. On Air (Burgos, 2013).
- Guerrero, Inti, Cristina Lucas. Light Years (Madrid 2010).
- Lazarato Lucas, Maurizio, Es Capital. Cristina Lucas (Madrid 2015).

- Piron, François, Cristina Lucas (Arles, 2005).
- Rubira, Sergio, Cristina Lucas, Wavelenght (Madrid 2017).
- Tourments: histoires d'amours & Cristina Lucas, vidéos. Musée de l'image, Epinal (Epinal, 2014).